# ネットアドバンス
株式会社ネットアドバンスは、小学館・一ツ橋グループのネットワーク・パブリッシング・カンパニーである。
株式会社小学館、富士通株式会社、株式会社シーエーシーの3社により、「知識の時代」の要請に応えるという目的のもと2000年10月18日に設立された。主な事業は、デジタルコンテンツの配信・運営、コンテンツの配信サービスツールの開発およびソリューション提供である。2001年4月より、日本大百科全書（ニッポニカ）や日本国語大辞典など国内外の出版各社のコンテンツ30種類以上を一括検索できる百科事典・辞書サイトジャパンナレッジのサービスを開始している。
代表取締役社長（兼CEO）は、相賀昌宏（おおがまさひろ・株式会社小学館代表取締役社長）。

## 沿革
- 2000年10月 - 株式会社ネットアドバンス 設立
- 2001年4月 - 「ジャパンナレッジサービス」開始
- 2002年12月 - 「ニューグローヴ世界音楽大事典」サービス開始
- 2003年7月 - 書籍『大江戸透絵図〜千代田から江戸が見える〜』（千代田区刊）の編集・制作
- 2003年8月 - 「小学館コーパスネットワーク」サービス開始
- 2004年1月 - 東京電力、小学館、「ネットアドバンス」3社の共同事業『e図鑑』サービス開始
- 2004年9月 - 「JK mobile」サービス提供
- 2005年3月 - 株式会社ウェブプログレッシブ（小学館グループ）と合併
- 2005年3月 - 書籍『千代田まち事典〜江戸・東京の歴史をたずねて〜』（千代田区刊）の編集・制作
- 2005年3月 - JKセレクトシリーズ『字通』サービス開始
- 2005年6月 - 書籍『脳の健康を守る　げんきプリント2』（小学館刊）の企画・編集
- 2005年7月 - 書籍・ビジュアルNIPPON『昭和の時代』
- 2005年12月 - 「JKヴィジュアルアーカイブ」公開
- 2006年10月 - 「JKセレクトシリーズ　日本歴史地名大系」サービス開始
- 2007年3月 - 書籍『新宿文化絵図－重ね地図付き新宿まち歩きガイド－』（新宿区刊）の編集・制作
- 2007年7月 - 「JKセレクトシリーズ　日国オンライン」サービス開始
- 2008年5月 - 「JKセレクトシリーズ　Web版日本近代文学館」サービス開始
- 2009年4月 - 法人向けサービス「ジャパンナレッジ・プラス（現・Lib）」サービス開始